# Roger Malfettes
Roger Malfettes est un officier français des Forces françaises libres, compagnon de la Libération, puis administrateur colonial et préfet, né le 20 septembre 1918 à Novi et mort le 20 novembre 2009 à Fréjus.

## Biographie
Roger Malfettes est le fils d'Octave Émile Joseph Malfettes, propriétaire de vignoble en Algérie mort des suites de la Guerre, et d'Angela Anne Julie Giroud. Il hérite du vignoble familial avec son frère, mais décide de s'engager dans l'infanterie coloniale en 1937, servant à Chypre en 1940 au sein du 24e régiment d'infanterie coloniale.
Il refuse l'Armistice et rejoint dès l'été 1940 le 1er Bataillon d'infanterie de marine, première unité française libre. Il prend part à la campagne de Libye contre les Italiens en septembre 1940, puis aux conflits en Érythrée et en Syrie en 1941. Il se distingue ensuite le 27 mai 1942 à la bataille de Bir Hakeim. Le général de Gaulle lui remet la croix de la Libération le 29 août 1942, à Beyrouth. Au sein du Bataillon d'infanterie de marine et du Pacifique (BIMP), il combat successivement à El Alamein, à la Ligne Mareth et au Djebel Garci, puis à Girofano, Rome et Radicofani lors de la campagne d'Italie (1944).
Participant au débarquement de Provence, il est à la tête du commando d'attaque de la compagnie d'accompagnement du BIMP aux combats du Golf Hôtel et de la Garde. Il prend part aux combats de la vallée du Rhône aux Vosges et de Rossfeld (Alsace) jusqu'au massif de l'Authion.
Promu capitaine en 1946, Malfettes intègre l'administration coloniale. Il occupe successivement les fonctions de chef de district en Oubangui (1956-1958), chef de subdivision à Abomey (Dahomey), commandant du cercle et préfet d'Abomey. Il devient directeur de l'Office des anciens combattants au Tchad, puis chef de section au ministère de'Outre-mer de 1964 à 1966. Il passe administrateur en chef de classe exceptionnelle des colonies.

## Décorations
- Commandeur de la Légion d'honneur[2]
- Compagnon de la Libération par décret du 9 septembre 1942
- Médaille militaire
- Croix de guerre 1939–1945 (2 citations)
- Croix du combattant volontaire de la Résistance
- Médaille coloniale avec agrafes Libye, Bir-Hakeim 1942, Tripolitaine, Tunisie
- Médaille commémorative française de la guerre 1939–1945
- Médaille commémorative des services volontaires dans la France libre
- Insigne des blessés militaires
- Officier de l'ordre national du Tchad
- Chevalier de l'Ordre de l'Étoile noire
- Chevalier de l'Ordre du Nichan el Anouar
- Médaille du mérite militaire (Vietnam)

## Publications
- Trente calots bleus à liserés rouges du 1er Bataillon d'Infanterie de Marine (juin 1940 - août 1944), 1984.